# Estructura pretesada
Estructura pretesada és aquella en la què la integritat, estabilitat i seguretat depenen primordialment d'un procés de pretesat. S'anomena pretesat a la creació d'esforços permanents en una estructura de manera intencionada, amb el propòsit de millorar el seu acompliment sota diverses condicions de servei.

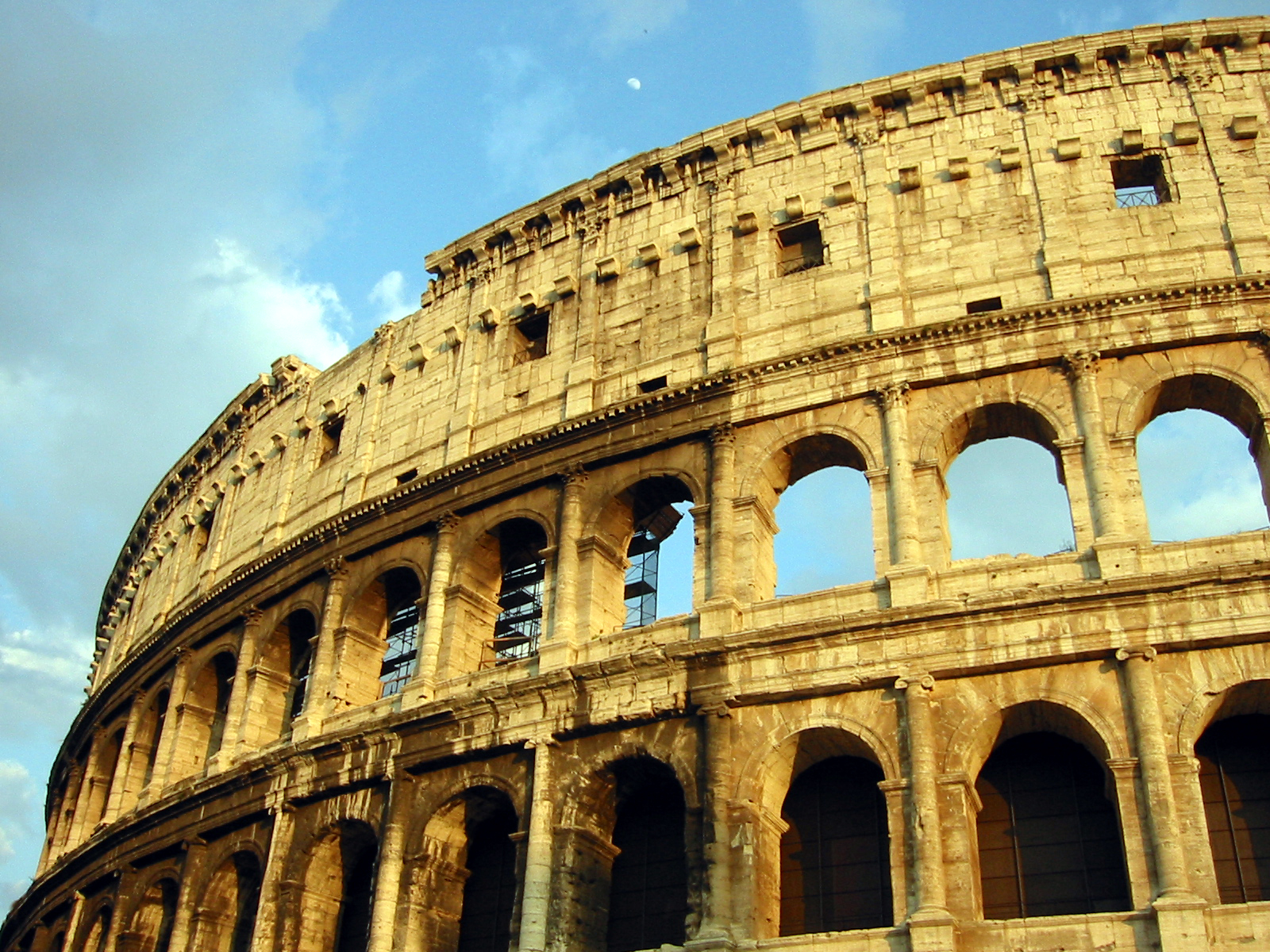
Mur superior amb post-compressió del Colosseu Romà.

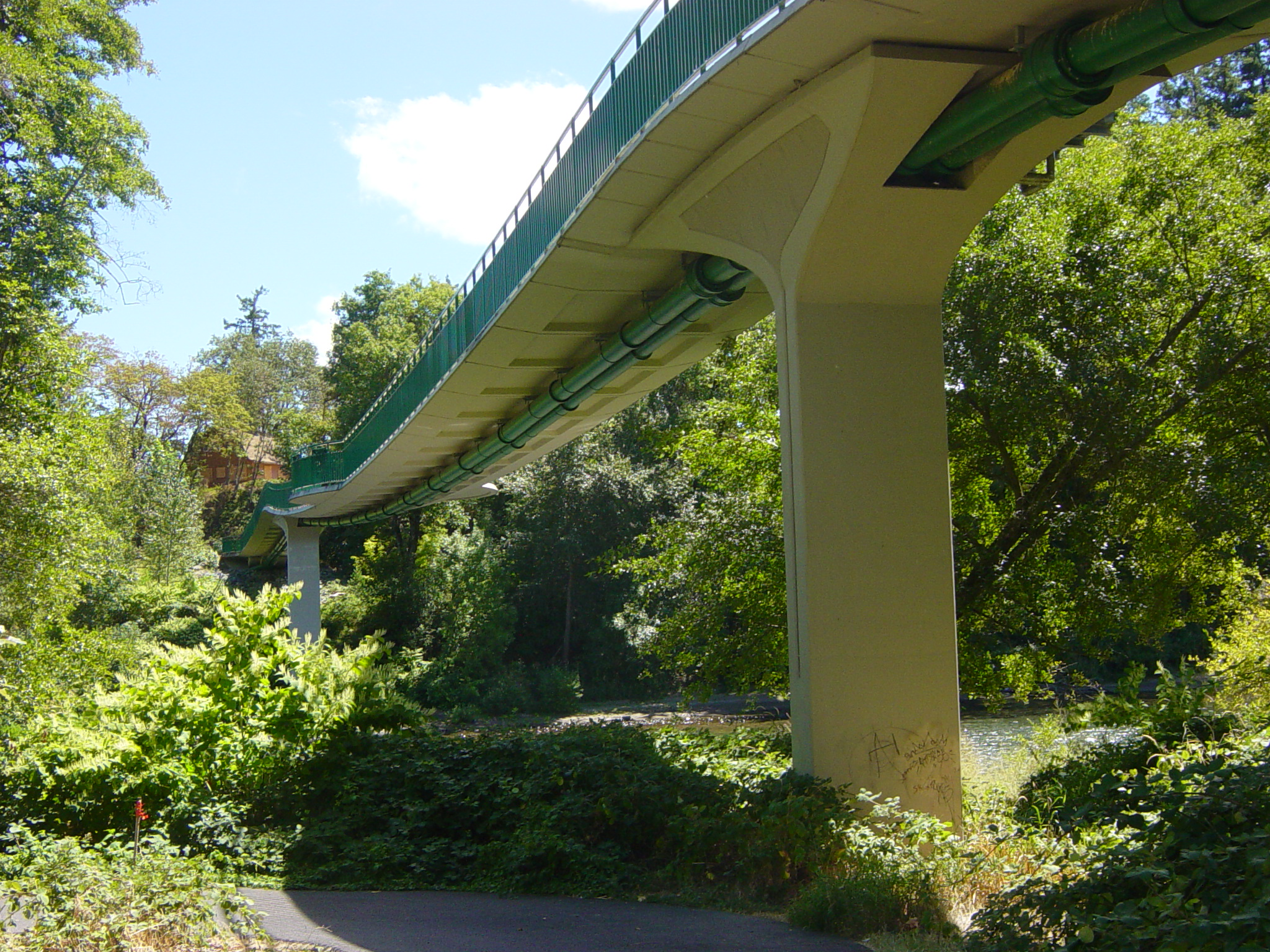
Pont per a vianants pretesat, Grants Pass, Oregon, USA,

Els tipus de pretesats més comuns són:
- Post-compressió : causada en major part pel pes propi de l'estructura.[2]
- Pretesat: per tendons d'acer d'alta resistència encastats en l'element estructural.
- Posttesat: per tendons d'acer d'alta resistència, adherits o no a l'element estructural

En l'actualitat podem trobar estructures pretesades com ara edificis, estructures subterrànies, torres de televisió i alta tensió, plataformes marines i d'emmagatzematge, plantes nuclears i diversos tipus de ponts. És el tipus d'estructura utilitzat per excel·lència en edificis en zones sísmiques on el disseny requereix protecció contra detonacions.
Les virtuts de la postcompressió eren conegudes pels antics arquitectes Romans. Com a exemple podem esmentar l'alt mur superior del Coliseu que exercint pressió sobre els pilars inferiors estabilitzava la seva estructura.